# Viktor Car-Emin
Viktor Car-Emin (* 1. November 1870 in Kraj bei Lovran, Istrien (zu Österreich-Ungarn gehörend), heute Kroatien; † 17. April 1963 in Opatija, Kroatien) war ein kroatischer Schriftsteller.

## Leben
Viktor Car war der Sohn eines Seefahrers. Nachdem er 1897 Ema Jurković geheiratet hatte, nahm er deren Vornamen als Zweitnachnamen Emin an. Er besuchte die italienische Volksschule in Lovran und das ungarische Gymnasium in Rijeka, ehe er eine Handelslehre begann. Schließlich absolvierte er in Koper die dreisprachige Lehrerbildungsanstalt und wurde Lehrer. Daneben leitete er die istrische Kyrill- und Method-Gesellschaft und redigierte die Zeitschriften Mladi Istranin und Mladi Hrvat. 1919 war er in der Nationalversammlung Abgeordneter für Rijeka und Sušak. Ab 1921 lebte er in Opatija, wurde aber 1925 von den Faschisten pensioniert und galt als unerwünschte Person in Italien, so dass er 1929 nach Sušak in Jugoslawien auswanderte. Nach dem Krieg kehrte er nach Opatija zurück, das nun zu Jugoslawien gehörte und blieb dort bis zu seinem Tode. Seit 1949 war er Mitglied der Jugoslawischen Akademie der Wissenschaften und Künste. 1960 wurde er mit dem Orden bratstva i jedinstva ausgezeichnet.

## Werke
Car Emins Werk drehte sich hauptsächlich um das Meer und das Leben von Fischern und Seefahrern. Er war ein istrischer Heimatschriftsteller und schrieb Romane, Erzählungen und Jugendbücher. Er verwendete einen čakavischen Dialekt. Übersetzungen ins Deutsche liegen so gut wie gar keine vor.
- Naz uzburkanam moru, 1894
- Striga Lega, Theaterstück 1895
- Pusto ognjište, Roman 1900
- Zimsko sunce, 1903
- Usahlo vrelo, Roman 1904
- Novele Viktora Cara Emina, 3 Bde. 1906
- Iza plime, Roman 1913
- Starci, 1917
- Iz podjarmljenih krajeva, Erzählungen für Kinder 1921
- Nevidljivi Jurić, Theaterstück für Kinder 1922
- Nove borbe, Roman 1926
- Vicencica, 1934
- Matko Mandić, 1938
- Presječeni puti, 1938
- Vitez mora, 1939
- Suor Aurora Veronika, 1940
- Na straži, 1946
- Danuncijada. Romansirana kronisterija riječke tragikomedije 1919-1921, 1946
- Mali od foguna, 1949 (dt. Grum, der Küchenjunge, 1964)
- Udesni dani, 1951
- Oj more duboko, Erzählungen 1952
- Moje uspomene na Družbu Sv. Ćirila i Metoda za Istru, 1953
- Djela 2 Bde. 1956
- Careva pisma iz Liburnije, 1970
- Izabrana djela 2 Bde. 1977, 1981